# Michotamia aurata
Michotamia aurata (Fabricius, 1794) è un dittero della famiglia Asilidae, diffuso in Asia orientale.

## Descrizione

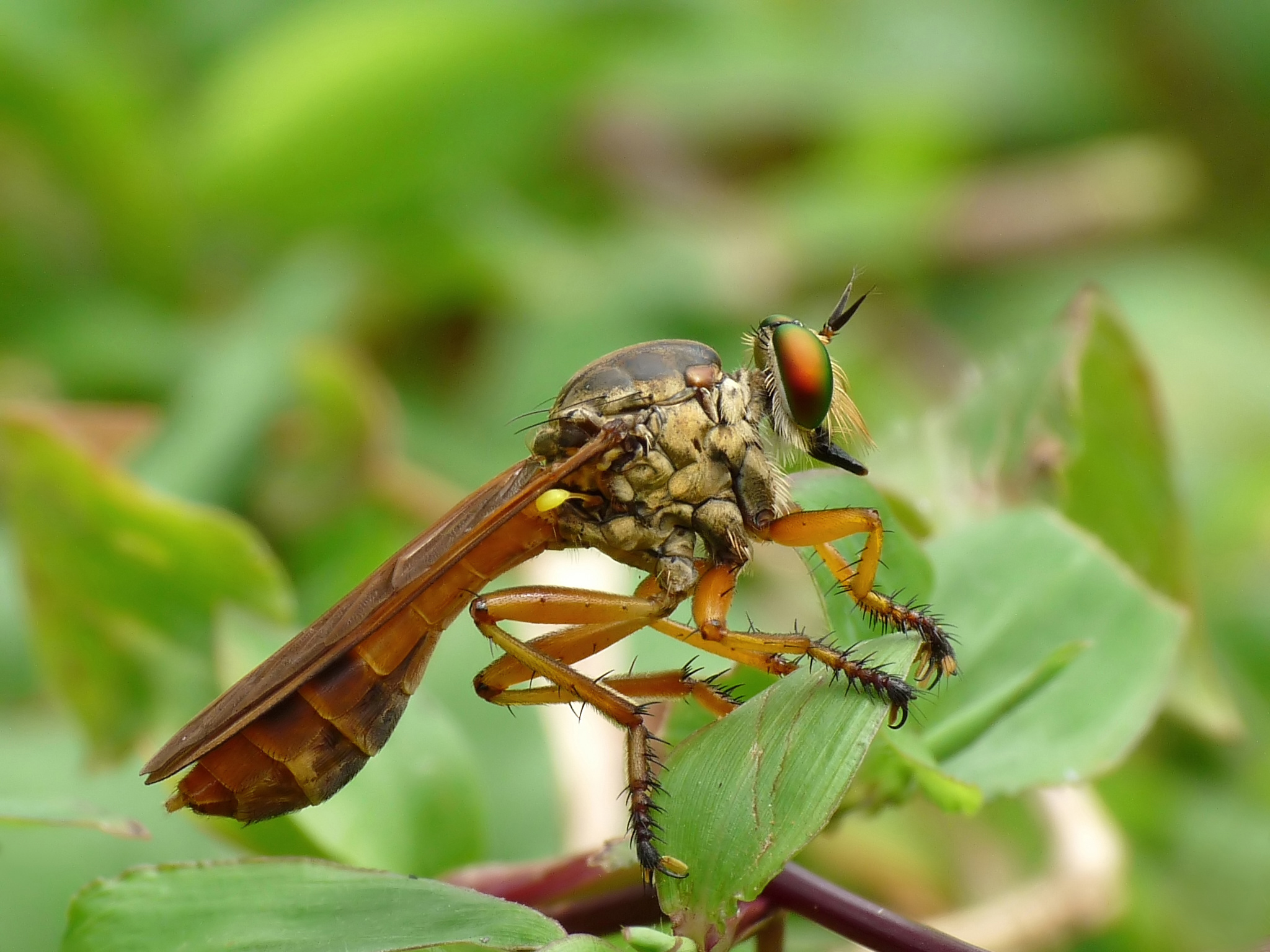
Femmina

Le specie del genere Michotamia si distinguono dalle altre Ommatiinae per la presenza nelle antenne di un postpedicello che è lungo 1,5-2 volte la lunghezza combinata dello scapo e del pedicello.
In M. aurata lo scapo e il pedicello sono gialli mentre il postpedicello è nero. Il mesonoto e lo scutello sono privi di setole. Le zampe sono giallo-brune, con sfumature rossastre. La parte anteriore dell'ala è di colore giallo pallido, e presenta una nervatura radio-mediale che scende al di sotto della parte mediana della cella discale.

## Distribuzione e habitat
Questa specie è presente in Pakistan, India, Sri Lanka, Bangladesh, Myanmar, Laos, Thailandia, Cina e Indonesia.